# David Littman
David Gerald Littman (* 4. Juli 1933 in London; † 20. Mai 2012) war ein britischer Historiker, Menschenrechtsaktivist und Lobbyist bei den Vereinten Nationen. Er wurde bekannt durch eine Rettungsaktion im Jahre 1961 für rund 530 jüdische Kinder aus Marokko nach Israel (Operation Mural). Zudem war er Vertreter der Weltunion für Progressives Judentum bei der UN-Menschenrechtskommission.

## Biographie
David Littman wurde am 4. Juli 1933 in London geboren. Er studierte am Trinity College Dublin moderne Geschichte und Politikwissenschaften, schloss mit Bachelor- und Mastergrad ab. Anschließend studierte er am Institut für Archäologie der Universität London (u. a. bei Kathleen Kenyon und Max Mallowan). Er heiratete 1959 die aus Ägypten geflohene Jüdin Gisèle Orebi, die später unter dem  Pseudonym Bat Yeʾor als Islamkritikerin bekannt wurde. Mit ihr wanderte er im Jahr darauf in die Schweiz aus, wo er den Rest seines Lebens verbrachte. Das Paar bekam drei Kinder. Er setzte sein Studium von 1961 bis 1963 an der Universität Genf fort. Zudem war er als einer von vier Geschäftsführern für das Unternehmen seiner Familie tätig. Littman starb im Jahre 2012 in der Schweiz.

## Operation Mural
Das islamische Königreich Marokko hat nach seiner Unabhängigkeit von Frankreich 1956 die Auswanderung von Juden (Alija) nach Israel verboten. Der israelische Geheimdienst Mossad führte die verdeckte „Operation Mural“ zur Ausschleusung von rund 530 jüdischen Kindern unter dem Vorwand, sie würden zu einem Erholungsurlaub in die Schweiz fahren. David Littman und seine Frau Gisèle leiteten 1961 das Büro der Schweizer Hilfsorganisation Oeuvre de Secours aux Enfants de l'Afrique du Nord (OSEAN; deutsch: Hilfswerk für Kinder aus Nordafrika) in Casablanca und gingen davon aus, dass sie für die staatliche israelische Einwanderungsbehörde Jewish Agency tätig seien (der Mossad bekannte sich erst Jahre später zu der Aktion). Sie gaben sich als anglikanische Christen aus und boten das Ferienlager in der Schweiz offiziell für Kinder jeglicher Konfession an. Zwei Mossadagenten überzeugten – ohne das Wissen der Littmanns – jüdische Eltern, sich an das Büro des OSEAN zu wenden, um ihre Kinder so nach Israel bringen zu lassen. Nach monatelangen Verhandlungen mit marokkanischen Behörden wurde die Ausreise der Kinder in fünf Reisegruppen erlaubt, die letzte wurde von Littman und seiner Frau begleitet. Von der Schweiz aus konnten die Kinder dann nach Israel auswandern.

## Politisches und humanitäres Engagement
Littman war gründete 1970 mit seiner Frau und weiteren Mitstreitern das Centre d'Information et de Documentation sur le Moyen-Orient (CID; Informations- und Dokumentationszentrum über den Nahen Osten) in Genf. Von 1986 bis 1991 repräsentierte er die Weltunion für Progressives Judentum (WUPJ) bei der UN-Menschenrechtskommission (UNCHR) in Genf. 1987 führte die von ihm ermöglichte Rede von Natan Scharanski vor der UN-Menschenrechtskommission über das Auswanderungsverbot von sowjetischen Juden zu einem Eklat. Die sowjetische Delegation verließ unter Protest die Sitzung.
Ab 1997 war er als Vertreter der von René Wadlow gegründeten Association for World Education (AWE) bei der UN-Menschenrechtskommission akkreditiert, zudem ab 2001 erneut für die WUPJ. Im März 1997 protestierte er scharf gegen Vorwürfe der Palästinensische Autonomiebehörde, Israel würde vorsätzlich Palästinenser mit AIDS infizieren. Im Zusammenhang mit der Weltkonferenz gegen Rassismus in Durban 2001, bei der Israel ein rassistisches Vorgehen gegen die Palästinenser vorgeworfen wurde, organisierte Littman eine Parallelveranstaltung zum Thema Racism: Antisemitism/anti-Zionism and Genocidal Hate. Auch zu den UNCHR-Sitzungen 2004 und 2005 richtete Littman parallele Veranstaltungen aus, deren Schwerpunkt auf kritischen Betrachtungen zu Judenhass und „Dschihad-Ideologie“ lag. Am 16. Juni 2008 hielt Littman vor dem UN-Menschenrechtsrat ein Referat über die Menschenrechtslage und Gewalt gegen Frauen in islamischen Ländern. Dieses brach der Vorsitzende Martin Ihoeghian Uhomoibhi auf Antrag von Delegierten der Organisation für Islamische Zusammenarbeit ab, da keine religiösen Fragen diskutiert werden dürften.

## Veröffentlichungen (Auswahl)
- Arab Theologians on Jews and Israel (herausgegeben von „D.F. Green“ – gemeinsames Pseudonym von Littman und Yehoshafat Harkabi). Editions de l'Avenir, Genf 1971.
- Mission to Morocco (1863–1864). In: Sonia und V.D. Lipman (Hrsg.): The Century of Moses Montefiore. Littman Library of Jewish Civilization. Oxford University Press, Oxford 1985, S. 171–229.
- Human Rights and Human Wrongs at the United Nations. In: Robert Spencer (Hrsg.): The Myth of Islamic Tolerance. How Islamic Law Treats Non-Muslims. Prometheus Books, Amherst (N.Y.) 2005, S. 305–472.